# Папа Лав II
Папа Лав II (лат. Leo Secundus; 611. - 3. јул 683.) је био 80. папа од 17. августа 682. до 3. јула 683.